# Crocker (Dakota del Sud)
Crocker è un census-designated place (CDP) degli Stati Uniti d'America, nella contea di Clark.